# Maud Sarda
Pour les articles homonymes, voir Sarda (homonymie).
Maud Sarda est une entrepreneuse sociale française, née en Guadeloupe.
Engagée au sein du mouvement Emmaüs, elle est la fondatrice en 2016 de Label Emmaüs, une société coopérative d’intérêt collectif (SCIC) qui promeut le réemploi et l'insertion professionnelle grâce à une plateforme d'e-commerce solidaire.

## Formation
Née autour de 1980, fille de deux instituteurs de gauche, Maud Sarda grandit en Guadeloupe,. Elle étudie à l'EDHEC Business School,, où elle devient présidente de l’association humanitaire Aide EDHEC. Elle revient marquée de sa première mission humanitaire, à Madagascar, où elle regrette une forme de hiérarchie entre aidants et aidés, et se promet de « ne plus s'engager de cette façon-là ».
Au cours de ses études, Maud Sarda se rend en Inde pour rédiger son mémoire de fin d'études. Elle y découvre le microcrédit et s'intéresse particulièrement à cet outil qu’elle considère comme fondamental en tant que mécanisme économique au service du développement durable,.

## Parcours professionnel
Après avoir obtenu son diplôme, souhaitant rembourser son prêt étudiant, et alors qu'elle souhaite travailler dans l'économie sociale et solidaire, Maud Sarda trouve un emploi chez  Accenture, où elle travaille de 2005 à 2009 en tant que consultante en organisation et systèmes d'information. Elle consacre sa dernière année à des missions en mécénat de compétences auprès de l'Agence Nouvelle des Solidarités Actives (ANSA). Elle travaille en particulier sur les aménagements de peine à Emmaüs.
En 2010, elle intègre Emmaüs France en tant que responsable de l’économie solidaire, où elle pilote des projets visant à soutenir l'insertion des personnes en difficulté.

## Fondation deLabel Emmaüs
En décembre 2016, partant du constat que le monde associatif est peu présent sur internet, Maud Sarda cofonde Label Emmaüs avec deux collègues,, une coopérative numérique de vente d'articles de seconde main qui favorise l’insertion professionnelle des publics éloignés de l’emploi. Le projet se fait en interne, sans partenaire privé. En 2019 elle fonde Label école qui permet à des personnes en situation de précarité d’être formées aux métiers du web et de la vente en ligne, à partir de l'expérience de Label Emmaüs. Label Emmaüs gère une plateforme en ligne, des entrepôts logistiques et un centre de formation au e-commerce. En 2022, il compte une soixantaine de salariés et une vingtaine de personnes en insertion.
En 2021, le site Trëmma est mis en ligne pour favoriser le don entre particuliers, en ciblant particulièrement les jeunes générations. Deux ans plus tard, il est mis en sommeil car les dons générés par les utilisateurs ne permettent pas de financer la maintenance du site.
En 2024, Maud Sarda interpelle le grand public car les visites sur le site Label Emmaüs sont en baisse, en raison de la concurrence de plateformes internationales comme Temu, Shein ou Vinted qui peuvent dépenser des sommes importantes pour leurs campagnes de publicité. Elle encourage les parlementaires à voter une loi anti fast-fashion pour tenter de contrer l'impact écologique de ces grandes plateformes de commerce en ligne. Cette loi est votée le 14 mars 2024 à l'assemblée nationale. Parmi les pistes d'évolution pour le commerce social et solidaire, Label Emmaüs veut récupérer les livres destinés au pilon.

## Engagements pour le développement de l'économie sociale et solidaire
Maud Sarda est également active au sein de Mouvement Impact France, où elle siège au conseil d’administration. Elle y représente les associations et défend l'idée d'une économie inclusive et responsable, dans laquelle les préoccupations sociales et environnementales sont prises en compte dans les modèles économiques. Elle milite également pour augmenter les investissements financiers dans l'ESS, notamment de la part de la Banque Publique d'Investissement française (BPI).
En 2021, neuf coopératives - Enercoop, la Nef, Telecoop, Mobicoop, Commoown, Citiz, Ethikdo, Windcoop, Coopcircuit, Tënk et Label Emmaüs - s'allient pour créer les Licoornes et proposer un modèle économique alternatif. Le nom est une référence à l'appellation « licorne » qui désigne une start-up dont la capitalisation dépasse le milliard de dollars, en ajoutant un double « o » comme dans le mot « coopérative ». En 2023, Biocoop rejoint les Licoornes et le 7 mars 2024, Maud Sarda est élue présidente par le conseil d’administration, en binôme avec Adrien Montagut-Romans.
En 2023, Maud Sarda est nommée dans le classement des 40 femmes Forbes qui célèbre « 40 femmes d’exception qui ont marqué l’année et qui ont fait rayonner la France à l’international ».